# Kostel svatého Vincence de Paul (Paříž)
Kostel svatého Vincence de Paul (fr. Église Saint-Vincent-de-Paul) je katolický farní kostel v Paříži v 10. obvodu na náměstí Place Franz-Liszt postavený v letech 1824-1844. Kostel je od roku 1944 chráněn jako historická památka.

## Historie
Kostel dominuje čtvrti vybudované v 19. století na místě bývalých pozemků leproserie svatého Lazara (později věznice Saint-Lazare), kterou převzal svatý Vincenc de Paul v roce 1632 a až do roku 1793 zde působila jeho kongregace lazaristů.
Plány kostela a jeho výstavba byly původně svěřeny Jeanu Baptistu Lepèreovi (1761-1844), významnému architektovi své doby. Základní kámen byl položen v srpnu 1824 za přítomnosti pařížského prefekta Gasparda de Chabrol a pařížského arcibiskupa Hyacintha Louise de Quélena.
Výstavba postupovala poměrně pomalu a kvůli nedostatku finančních prostředků a zejména kvůli červencové revoluci 1830 byl původní projekt zastaven. V roce 1831 se stavby ujal architekt Jacques Hittorf (1792-1867) a dohlížel na něj až do roku 1844, kdy byl kostel 25. října vysvěcen. Hittorf změnil původní projekt (ten počítal jen s jednou věží).
Kostel utrpěl škody během bojů za Pařížské komuny, kdy jeho věže zasáhlo několik střel z Père Lachaise.

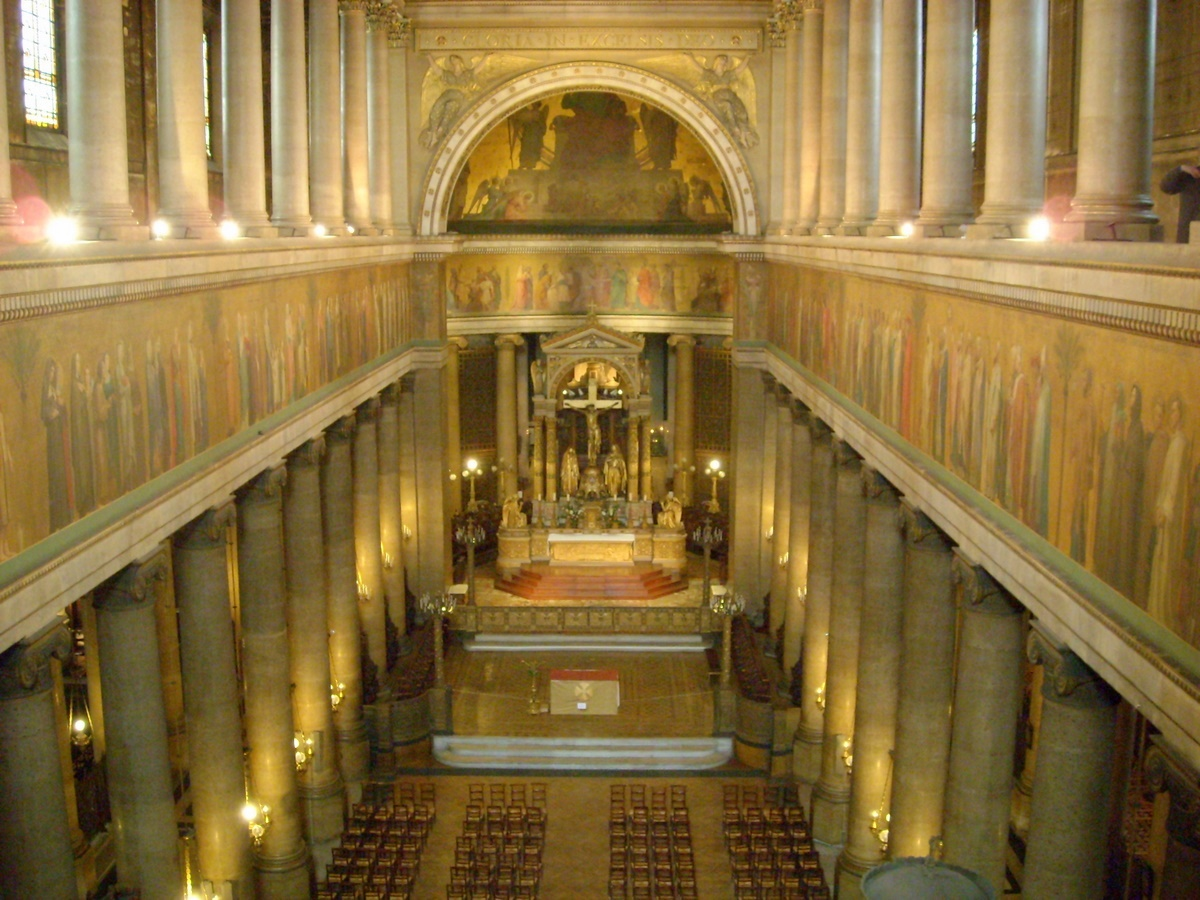
Pohled do lodi kostela

## Architektura
Kostel má podélný půdorys. Nad portikem s iónskými sloupy je fronton, který zhotovil Charles-François Lebœuf (1792-1865) s tématem Apoteóza svatého Vincence de Paul. Světec je obklopen postavami symbolizující jeho činnost: misionář, galéra, Dcery křesťanské lásky. Uvnitř kostela je malovaný vlys, který vytvořil v letech 1848-1853 Hippolyte Flandrin podél lodi – mezi dvěma řadami sloupů na empoře je sto šedesát světců. Strop kostela navrhl sochař Luglien François Badou. Výzdobu kaple Panny Marie vytvořil William Bouguereaua (1885-1889). Autorem Kalvárie na hlavním oltáři je François Rude.
Architekt Hittorff navrhl na fasádu umístit obrazy z emailu, které namaloval Pierre-Jules Jollivet. Ovšem nahota některých osob vyvolala takové pobouření, že v roce 1861 musely být zase odstraněny. První emailový obraz byl vrácen až v říjnu 2009 a dva byly zavěšeny uvnitř kostela. Všech sedm desek bylo nakonec vráceno na fasádu 26. června 2011 v souladu s původním návrhem Jacquese Hittorffa.
Kostel má dvoje varhany. Hlavní postavil v roce 1852 Aristide Cavaillé-Coll. V roce 1970 byly restaurovány. Varhany na chóru vytvořil rovněž Cavaillé-Coll v roce 1858.